# Visceral Games
Visceral Games (anciennement EA Redwood Shores) était un studio américain de développement de jeux vidéo détenu par l'éditeur Electronic Arts. L'entreprise acquiert une certaine notoriété avec Dead Space, un jeu de type survival horror qui rencontre un succès critique lors de sa sortie.
Visceral Games est situé à Redwood City en Californie, au même endroit que le siège social d'Electronic Arts. Le studio possède des bureaux à Shanghai, et possédait deux studios, l'un à Melbourne qui ferme ses portes le 19 septembre 2011, et l'autre à Montréal, dont l'intégralité de l'équipe se voit licenciée le 21 février 2013, peu après avoir terminé le développement du titre Army of Two : Le Cartel du Diable.
La fermeture de Visceral Games est annoncée par Electronic Arts le 17 octobre 2017. Le dernier projet en cours de développement, un jeu prenant place dans l'univers de Star Wars,, est repris par le studio EA Vancouver.

## Jeux développés
| Titres                                     | Date de sortie | Plates-formes                                                                       |
| ------------------------------------------ | -------------- | ----------------------------------------------------------------------------------- |
| Future Cop L.A.P.D.                        | 1998           | PlayStation, Windows, Mac                                                           |
| CyberTiger                                 | 1999           | PlayStation                                                                         |
| Tiger Woods PGA Tour 2000                  | 1999           | PlayStation                                                                         |
| NASCAR Rumble                              | 2000           | PlayStation                                                                         |
| Road Rash: Jailbreak                       | 2000           | PlayStation                                                                         |
| 007 : Espion pour cible                    | 2001           | PlayStation 2, Xbox, GameCube                                                       |
| Rumble Racing                              | 2001           | PlayStation 2                                                                       |
| Tiger Woods PGA Tour 2003                  | 2002           | PlayStation 2, Xbox, GameCube, Windows                                              |
| Tiger Woods PGA Tour 2004                  | 2003           | PlayStation 2, Xbox, GameCube, Windows                                              |
| Le Seigneur des anneaux : Le Retour du roi | 2003           | PlayStation 2, Xbox, GameCube, Game Boy Advance, Windows, Mac                       |
| 007 : Quitte ou double                     | 2004           | PlayStation 2, Xbox, GameCube                                                       |
| Le Seigneur des anneaux : Le Tiers-Âge     | 2004           | PlayStation 2, Xbox, GameCube                                                       |
| Bons baisers de Russie                     | 2005           | PlayStation 2, Xbox, GameCube                                                       |
| Le Parrain                                 | 2006           | PlayStation 2, PlayStation 3, Xbox, Xbox 360, Wii, Windows, PlayStation Portable    |
| Tiger Woods PGA Tour 07                    | 2006           | PlayStation 2, PlayStation 3, Xbox, Xbox 360, Wii, Windows                          |
| MySims                                     | 2007           | Wii, Nintendo DS, Windows                                                           |
| Les Simpson, le jeu                        | 2007           | PlayStation 2, PlayStation 3, Xbox 360, PlayStation Portable, Nintendo DS, Wii      |
| Dead Space                                 | 2008           | PlayStation 3, Xbox 360, Windows                                                    |
| MySims Kingdom                             | 2008           | Wii                                                                                 |
| Le Parrain 2                               | 2009           | PlayStation 3, Xbox 360, Windows                                                    |
| Dead Space: Extraction                     | 2009           | Wii, PlayStation 3                                                                  |
| Dante's Inferno                            | 2010           | PlayStation 3, Xbox 360                                                             |
| Les Sims 3: Ambitions                      | 2010           | Windows, OS X                                                                       |
| Dead Space 2                               | 2011           | PlayStation 3, Xbox 360, Windows                                                    |
| Dead Space 2: Severed                      | 2011           | PlayStation 3 (PlayStation Network), Xbox 360 (Xbox Live Arcade), Microsoft Windows |
| Dead Space 3                               | 2013           | PlayStation 3, Xbox 360, Windows                                                    |
| Battlefield 3: End Game                    | 2013           | PlayStation 3, Xbox 360, Windows                                                    |
| Army of Two : Le Cartel du Diable          | 2013           | PlayStation 3, Xbox 360 (codéveloppé avec EA Montréal)                              |
| Battlefield Hardline                       | 2015           | PlayStation 3, PlayStation 4, Xbox 360, Xbox One, Windows                           |